# ガエターノ・マルティーノ
ガエターノ・マルティーノ（Gaetano Martino, 1900年11月25日 - 1967年7月21日）は、イタリアの自由党に所属していた政治家。メッシーナ大学において教鞭をとっていたこともある。
マルティーノは1954年、マリオ・シェルバ政権において教育相として入閣し、その後まもなく外相に任命された。マルティーノは1957年まで、次のアントニオ・セーニ政権においても外相を務めた。外相としてマルティーノは1955年のメッシーナ会議を取り仕切り、この会議において2年後に署名される欧州経済共同体設立条約の土台が築かれた。1956年、マルティーノはイタリアの外相として初めて国際連合総会で演説を行った。
1960年から1961年にかけてマルティーノは、ニューヨークでの国際連合総会に送られたイタリア議員代表団の団長を、1962年から1964年にかけては欧州議会の議長を務めた。なお1994年から1995年にかけてイタリアの外相を務めたアントニオ・マルティーノは息子である。
| 先代 アッティリオ・ピッチオーニ | イタリアの外相 1954年9月19日 - 1957年5月6日 | 次代 ジュゼッペ・ペッラ   |
| 先代 ハンス・フルラー           | 欧州議会議長 1962年 - 1964年                | 次代 ジャン・デュヴュザー |